# Baktüttös
Baktüttös là một thị trấn thuộc hạt Zala, Hungary. Thị trấn này có diện tích 9,71 km², dân số năm 2010 là 335 người, mật độ 35 người/km².